# West Indies Women’s Cricket Team in Sri Lanka in der Saison 2024
Die Tour des West Indies Women’s Cricket Teams nach Sri Lanka in der Saison 2024 fand vom 15. bis zum 28. Juni 2024 statt. Die internationale Cricket-Tour war Bestandteil der internationalen Cricket-Saison 2024 und umfasste drei WODIs und drei WTwenty20s. Die WODIs waren Teil der ICC Women’s Championship 2022–2025. Sri Lanka gewann die WODI-Serie mit 3–0, während die West Indies die WTwenty20-Serie mit 2–1 gewannen.

## Vorgeschichte
Die West Indies bestritten zuvor eine Tour in Pakistan, während es für Sri Lanka die erste Tour der Saison war. Das letzte Aufeinandertreffen der beiden Mannschaften bei einer Tour fand in der Saison 2017/18 in den West Indies statt.

## Stadion
Die folgenden Stadien wurden für die Tour ausgewählt und am 16. Mai 2024 bekanntgegeben.
| Stadion                                 | Stadt      | Kapazität | Spiele       |
| --------------------------------------- | ---------- | --------- | ------------ |
| Galle International Stadium             | Galle      | 35.000    | 1. – 3. WODI |
| Mahinda Rajapaksa International Stadium | Hambantota | 35.000    | 1. – 3. WT20 |

## Kaderlisten
Die Mannschaften benannten die Folgenden Kader.
| WODI | WODI | WTwenty20 | WTwenty20 |
| Sri Lanka | West Indies | Sri Lanka | West Indies |
| --- | --- | --- | --- |
| - Chamari Athapaththu (K) - Nilakshi de Silva - Kavisha Dilhari - Vishmi Gunaratne - Hansima Karunaratne - Kawya Kavindi - Achini Kulasuriya - Sugandika Kumari - Sachini Nisansala - Hasini Perera - Udeshika Prabodhani - Inoshi Priyadharshani - Oshadi Ranasinghe - Inoka Ranaweera - Harshitha Samarawickrama - Anushka Sanjeewani (wk) | - Hayley Matthews (K) - Shemaine Campbelle (VK, wk) - Aaliyah Alleyne - Shamilia Connell - Afy Fletcher - Cherry-Ann Fraser - Shabika Gajnabi - Chinelle Henry - Zaida James - Qiana Joseph - Chedean Nation - Karishma Ramharack - Stafanie Taylor - Rashada Williams (wk) - Kate Wilmott | - Chamari Athapaththu (K) - Nilakshi de Silva - Kavisha Dilhari - Imesha Dulani - Shashini Gimhani - Vishmi Gunaratne - Ama Kanchana - Kawya Kavindi - Sugandika Kumari - Sachini Nisansala - Kaushini Nuthyangana (wk) - Hasini Perera - Inoshi Priyadharshani - Oshadi Ranasinghe - Harshitha Samarawickrama - Rashmika Sewwandi | - Hayley Matthews (K) - Shemaine Campbelle (VK, wk) - Aaliyah Alleyne - Shamilia Connell - Afy Fletcher - Cherry-Ann Fraser - Shabika Gajnabi - Chinelle Henry - Zaida James - Qiana Joseph - Chedean Nation - Karishma Ramharack - Stafanie Taylor - Rashada Williams (wk) - Kate Wilmott |

## Women’s One-Day Internationals

### Erstes WODI in Galle
| 15. Juni Scorecard | Galle | West Indies 195 (47.1)          | – | Sri Lanka 198-4 (34.1) |
|                    |       | Sri lanka gewinnt mit 6 Wickets |   |                        |

Sri Lanka gewann den Münzwurf und entschied sich als Feldmannschaft zu beginnen. Für die West Indies bildeten die Eröffnungs-Batterin Hayley Matthews und die dritte Schlagfrau Shemaine Campbelle eine Partnerschaft. Matthews erreichte 38 Runs und kurz darauf schied auch Campbelle nach 27 Runs aus. Es folgte Stafanie Taylor, an deren Seite Chinelle Henry 13 und Aaliyah Alleyne 14 Runs erreichten, bevor auch Taylor nach 33 Runs ihr Wicket verlor. Daraufhin konnte Karishma Ramharack 14* Runs bis zum Ende des Wickets erzielen und so die Vorgabe auf 196 Runs erhöhen. Beste sri-lankische Bowler waren Sugandika Kumari mit 3 Wickets für 30 Runs und Kavisha Dilhari mit 3 Wickets für 41 Runs. Für Sri Lanka formten die Eröffnungs-Batterinnen Vishmi Gunaratne und Chamari Athapaththu eine Partnerschaft. Gunaratne gelangen 40 Runs und nachdem Harshitha Samarawickrama aufs Feld kam, verlor auch Athapaththu ihr Wicket nach 38 Runs. An der Seite von Samarawickrama gelangen Hasini Perera 43 Runs. Samarawickrama konnte dann nach 44* Runs im 35. Over die Vorgabe einholen. Beste Bowlerinnen für die West Indies waren Aaliyah Alleyne mit 2 Wickets für 22 Runs und Afy Fletcher mit 2 Wickets für 31 Runs. Als Spielerin des Spiels wurde Harshitha Samarawickrama ausgezeichnet.

### Zweites WODI in Galle
| 18. Juni Scorecard | Galle | West Indies 92 (31)             | – | Sri Lanka 93-5 (21.2) |
|                    |       | Sri Lanka gewinnt mit 5 Wickets |   |                       |

Die West Indies gewannen den Münzwurf und entschieden sich als Schlagmannschaft zu beginnen. Für die bildete Eröffnungs-Batterin Rashada Williams zusammen mit der fünften Schlagfrau Chedean Nation eine Partnerschaft. Williams gelangen 24 Runs und nachdem Aaliyah Alleyne ins Spiel kam, verlor auch Nation nach 12 Runs ihr Wicket. Daraufhin folgte Afy Fletcher. Alleyne und Fletcher schieden in der Folge jeweils nach 16 Runs aus und als das letzte Wicket im 31. Over fiel, stand die Vorgabe für Sri Lanka bei 93 Runs. Beste sri-lankische Bowlerin war Kavisha Dilhari mit 4 Wickets für 20 Runs. Für Sri Lanka formte Eröffnungs-Batterin Vishmi Gunaratne zusammen mit der vierten Schlagfrau Kavisha Dilhari eine Partnerschaft. Gunaratne erzielte ein Fifty über 50 Runs und Dilhari 28 Runs, woraufhin kurze Zeit später die Vorgabe im 22. Over eingeholt wurde. Beste Bowlerin der West Indies war Karishma Ramharack mit 2 wickets für 29 Runs. Als Spielerin des Spiels wurde Kavisha Dilhari ausgezeichnet.

### Drittes WODI in Galle
| 21. Juni Scorecard | Galle | Sri Lanka 275-6 (50)           | – | West Indies 115 (34.5) |
|                    |       | Sri Lanka gewinnt mit 160 Runs |   |                        |

Die West Indies gewannen den Münzwurf und entschieden sich als Feldmannschaft zu beginnen. Für Sri Lanka formten die Eröffnungs-Batterinnen Vishmi Gunaratne und Chamari Athapaththu eine Partnerschaft. Gunaratne gelangen 44 Runs und nachdem Nilakshika Silva aufs Feld kam, schied Athapaththu ein Fifty über 91 Runs. An der Seite von Silva konnte dann Anushka Sanjeewani ein Half-Century über 55 Runs erreichen, bevor auch Solva nach 63 Runs ihr Wicket verlor. Kurz darauf endete das innings mit einer Vorgabe über 276 Runs. Beste Bowlerin der West Indies war Karishma Ramharack mit 2 Wickets für 46 Runs. Für die west Indies bildete Eröffnungs-Batterin Chedean Nation mit der vierten Schlagfrau Stafanie Taylor eine Partnerschaft. Taylor erreichte 16 Runs und kurz darauf schied auch Nation nach 46 Runs aus. Daraufhin kam Aaliyah Alleyne ins Spiel an deren Seite Qiana Joseph 11 Runs erreichte. Alleyne verlor dann das letzte Wicket des Innings im 35. Over nach 27 Runs, womit die Vorgabe nicht gefährdet wurde. Beste sri-lankische Bowlerin war Sachini Nisansala mit 5 wickets für 28 Runs, womit sie zur Spielerin des Spiels ausgezeichnet wurde.

## Women’s Twenty20 International

### Erstes WTwenty20 in Hambantota
| 24. Juni Scorecard | Hambantota | West Indies 134-8 (20)          | – | Sri Lanka 137-6 (18.4) |
|                    |            | Sri Lanka gewinnt mit 4 Wickets |   |                        |

Sri Lanka gewann den Münzwurf und entschied sich als Feldmannschaft zu beginnen. Für die West Indies formten die Eröffnungs-Batterinnen Stafanie Taylor und Hayley Matthews eine Partnerschaft. Taylor pausierte zwischenzeitlich und die hineinkommende Qiana Joseph erreichte 20 Runs. Nachdem Taylor wieder ins Spiel gekommen war, schied Matthews nach 30 Runs aus, während Taylor 11 Runs erzielte. Ihnen folgte Aaliyah Alleyne die mit Afy Fletcher eine Partnerschaft formte. Alleyne gelangen 26 Runs und Fletcher beendete das Inning sungeschlagen mit 14* Runs und erhöhte somit die Vorgabe auf 135 Runs. Beste sri-lankische Bowlerinnen waren Chamari Athapaththu mit 4 Wickets für 29 Runs und Inoshi Priyadharshani mit 3 Wickets für 28 Runs. Für Sri Lanka formte die Eröffnungs-Batterin Vishmi Gunaratne zusammen mit der dritten Batterin Harshitha Samarawickrama eine Partnerschaft. Gunaratne erzielte 35 Runs und wurde durch Hasini Perera gefolgt. Samarawickrama schied ebenfalls nach 35 Runs aus und nachdem Nilakshika Silva ins Spiel gekommen war, verlor Perera ihr Wicket nach 20 Runs. Silva konnte daraufhin im 19. Over die Vorgabe einholen. Beste Bowlerin der West Indies war Afy Fletcher mit 2 Wickets für 29 Runs. Als Spielerin des Spiels wurde Chamari Athapaththu ausgezeichnet.

### Zweites WTwenty20 in Hambantota
| 26. Juni Scorecard | Hambantota | Sri Lanka 89-4 (15.2/15.2)                     | – | West Indies 99-4 (14.1/15) |
|                    |            | West Indies gewinnt mit 6 Wickets (D/L method) |   |                            |

Die West Indies gewannen den Münzwurf und entschieden sich als Feldmannschaft zu beginnen. Für Sri Lanka formten die Eröffnungs-Batterinnen Vishmi Gunaratne und Chamari Athapaththu eine Partnerschaft. Athapaththu gelangen 26 Runs und die ihr folgende Harshitha Samarawickrama konnte 14 Runs erreichen. Kurz darauf schied auch Gunaratne nach 24 Runs aus und die hineinkommende Kavisha Dilhari erzielte 14* Runs, bevor das Innings durch Regenfälle unterbrochen wurde. Nachdem der Regen aufhörte wurde das Innings für beendet erklärt und die West Indies erhielten eine korrigierte Vorgabe von 99 Runs in 15 Overn. Beste west-indische Bowlerin war Afy Fletcher mit 4 Wickets für 23 Runs. Für die West Indies begannen Hayley Matthews und Stafanie Taylor. Matthews gelangen 29 Runs und die hineinkommende Shemaine Campbelle erzielte 16 runs. Taylor konnte dann zusammen mit Aaliyah Alleyne die Vorgabe im 14. Over einholen. Taylor erzielte dabei 28* Runs und Alleyne 15* Runs. Die sri-lankischen Wickets erzielten Chamari Athapaththu, Sachini Nisansala und Kavisha Dilhari. Als Spielerin des Spiels wurde Afy Fletcher ausgezeichnet.

### Drittes WTwenty20 in Hambantota
| 28. Juni Scorecard | Hambantota | Sri Lanka 141-7 (20)              | – | West Indies 142-4 (19.2) |
|                    |            | West Indies gewinnt mit 6 Wickets |   |                          |

Die West Indies gewannen den Münzwurf und entschieden sich als Feldmannschaft zu beginnen. Für Sri Lanka bildete die Eröffnungs-Batterin Chamari Athapaththu mit der dritten Schlagfrau Harshitha Samarawickrama eine Partnerschaft. Samarawickrama erreichte 28 Runs und wurde gefolgt durch Kavisha Dilhari. Athapaththu schied nach 38 Runs aus und die hineinkommende Nilakshika Silva konnte 12 Runs hinzufügen. Ihr folge Ama Kanchana und Dilhari verlor ihr Wicket nach 26 Runs. Kanchana beendete das innings in der Folge ungeschlagen mit 19* Runs und erhöhte so die Vorgabe aus 142 Runs. Beste Bowlerinnen der West Indies mit jeweils 2 Wickets für 25 Runs waren Aaliyah Alleyne und Afy Fletcher. Für die West Indies formten die Eröffnungs-Batterinnen Stafanie Taylor und Hayley Matthews eine Partnerschaft. Taylor gelangen 33 Runs und für sie kam Shemaine Campbelle ins Spiel. Matthews erzielte daraufhin 49 Runs, bevor Campbelle mit 41* Runs mit dem vorletzten Ball die Vorgabe einholte. Beste sri-lankische Bowlerin war Kawya Kavindi mit 2 Wickets für 27 Runs. Als Spielerin des Spiels wurde Shemaine Campbelle ausgezeichnet.

## Auszeichnungen

### Player of the Series
Als Player of the Series wurden der folgende Spieler ausgezeichnet.
| Serie | Player of the Series |
| ----- | -------------------- |
| WODI  | Vishmi Gunaratne     |
| WT20  | Hayley Matthews      |

### Player of the Match
Als Player of the Match wurden die folgenden Spielerinnen ausgezeichnet.
| Spiel   | Player of the Match      |
| ------- | ------------------------ |
| 1. WODI | Harshitha Samarawickrama |
| 2. WODI | Kavisha Dilhari          |
| 3. WODI | Sachini Nisansala        |
| 1. WT20 | Chamari Athapaththu      |
| 2. WT20 | Afy Fletcher             |
| 3. WT20 | Shemaine Campbelle       |